# 王延羲
王 延羲（おう えんぎ）は、十国閩の第5代君主で第3代皇帝。太祖王審知の子。廟号は景宗。

## 生涯
甥の康宗王継鵬の在位中には左僕射・同平章事に任じられるが、王継鵬は猜忌心が強かったために身の危険を感じ、発狂者を装い自宅に軟禁されていた。通文4年（939年）、拱宸・控鶴軍使の朱文進・連重遇が叛乱を起こし王延羲を推戴し王継鵬を殺害したことにより、王延羲は威武軍節度使・閩国王を称し、王曦と改名、永隆と改元した。即位した景宗は後晋に奉表している。
景宗は贅沢奢侈・荒淫無度の生活を送り宗族に対する猜疑心を強めていった。弟の建州刺史の王延政はその所業を諌めたが、これを契機に両者の対立が深まり、永隆2年（940年）、景宗は建州攻撃を開始し閩での内戦が発生した。内戦は数年間にわたり継続するが決着が付かず、翌年景宗は大閩皇帝・威武軍節度使を自称するようになった。
景宗の暴虐さは一向に改まるところがなく、永隆6年（944年）、自らの身に危険が及ぶことを恐れた朱文進・連重遇によって殺害された。